# چاه سبز (سرچهان)
چاه سبز (سرچهان)، روستایی از توابع بخش توجردی  شهرستان سرچهان در استان فارس ایران است.

## جمعیت
این روستا در دهستان توجردی قرار دارد و براساس سرشماری مرکز آمار ایران در سال ۱۳۸۵، جمعیت آن زیر سه خانوار بوده‌است.